# جيمس كولنيت
جيمس كولنيت (بالإنجليزية: James Colnett)‏ كان ضابطا في البحرية الملكية البريطانية، رجل التنقيب، وتاجر الفراء البحري - جيمس Colnett ( سبتمبر 1806- 1753). خدم تحت جيمس كوك خلال رحلة كوك الثانية من الاستكشاف. في وقت لاحق قاد حملتين خاصتين به اللتان شملتا جمع جلد ثعلب الماء من البحر في شمال غرب المحيط الهادئ في أمريكا الشمالية وبيعها في كانتون، والصين، حيث حافظت شركة الهند الشرقية البريطانية على مركز تجاري. ويُذكر Colnett إلى حد كبير لتورطه في أزمة نوتكا في نزاع 1789، في البداية كانت بين التجار البريطانيين والقوات البحرية الإسبانية على استخدام صوت نوتكا في جزيرة فانكوفر ثم أصبحت أزمة دولية التي كادت تودي إلى بريطانيا وإسبانيا إلى حافة الحرب قبل أن يتم التوصل إلى حل سلمي من خلال الدبلوماسية وتوقيع اتفاقيات نوتكا.